# Glenea consanguis
Glenea consanguis là một loài bọ cánh cứng trong họ Cerambycidae.